# 扎巴里夫卡
51°41′1″N 32°5′46″E / 51.68361°N 32.09611°E
扎巴里夫卡（烏克蘭語：Забарівка），是烏克蘭北部的村莊，隸屬切爾尼希夫州的科留基夫卡區。該村始建於1858年，面積1.36平方公里，海拔高度144米，2001年人口271，人口密度每平方公里199.6人。